# Triage d'Achères
Ne doit pas être confondu avec Gare d'Achères - Grand-Cormier ou Gare d'Achères-Ville.
La gare de triage d'Achères est une gare de triage française, située au nord de la commune de Saint-Germain-en-Laye, en pleine forêt, dans les Yvelines.
La gare a subi une période de quasi-inactivité de 2005 jusqu'à fin 2011, où des opérateurs privés l'utilisent. Elle est aujourd'hui spécialisée dans la formation de trains complets d'automobiles.

## Situation ferroviaire
La gare de triage d'Achères, établie à 45 mètres d'altitude, est située au point kilométrique (PK) 20,5 de la ligne de Paris-Saint-Lazare au Havre. Elle est également située au même PK de la ligne d'Achères à Pontoise.

## Présentation et historique
La gare de triage d'Achères est mise en service en 1882 par la compagnie des chemins de fer de l'Ouest. Cette construction, concomitante avec celle de la Grande Ceinture Ouest (Versailles - Achères), ampute la forêt d'une centaine d'hectares.
Situé sur la ligne de Paris-Saint-Lazare au Havre, à la jonction de la ligne de la grande ceinture de Paris et de la ligne d'Achères à Pontoise qui permet l'accès au Nord de la France, le triage d'Achères connaît pendant de nombreuses années une intense activité.
Pendant la Seconde Guerre mondiale, le triage et le dépôt de locomotives sont des cibles privilégiées de l'aviation alliée. Les installations reçoivent notamment plus de 360 bombes lors du bombardement du 30 avril 1944 : elles sont alors en grande partie détruites. En se retirant le 19 août 1944, l'armée allemande dynamite les installations encore en état de marche.
Spécialisé dans la formation de trains complets d'automobiles, son apogée se situe durant la période allant de 1946 à 1973. Entre août 2005 et 2011, il a cessé toute activité ; le site était fermé. Depuis, la formation des trains SNCF s'opère au triage de Villeneuve-Saint-Georges. Mais des opérateurs privés tels que Colas Rail ou encore Euro Cargo Rail l'utilisent pour honorer les contrats qu'ils ont obtenus avec Gefco, la filiale de PSA Peugeot Citroën chargée notamment du transport ferroviaire. Le trafic est assez important[évasif], en direction de l'ouest par exemple.
Certains trains de la SNCF peuvent encore faire ponctuellement escale à Achères pour des raisons de roulement de personnel ou de traction.
La plate-forme d'Achères compte aussi d'autres activités ferroviaires : une gare marchandises de code 386466, un établissement de maintenance traction SNCF, une plate-forme d'entretien des matériels RER et RATP ainsi que quelques voitures. Depuis le remplacement progressif, sur le réseau Transilien Paris Saint-Lazare, des locomotives BB 17000 par des BB 27300, les premières stationnent en attente d'affectation en province ou de réforme.